# Triepeolus rohweri
Triepeolus rohweri là một loài Hymenoptera trong họ Apidae. Loài này được Cockerell mô tả khoa học năm 1911.